# غيلوغ

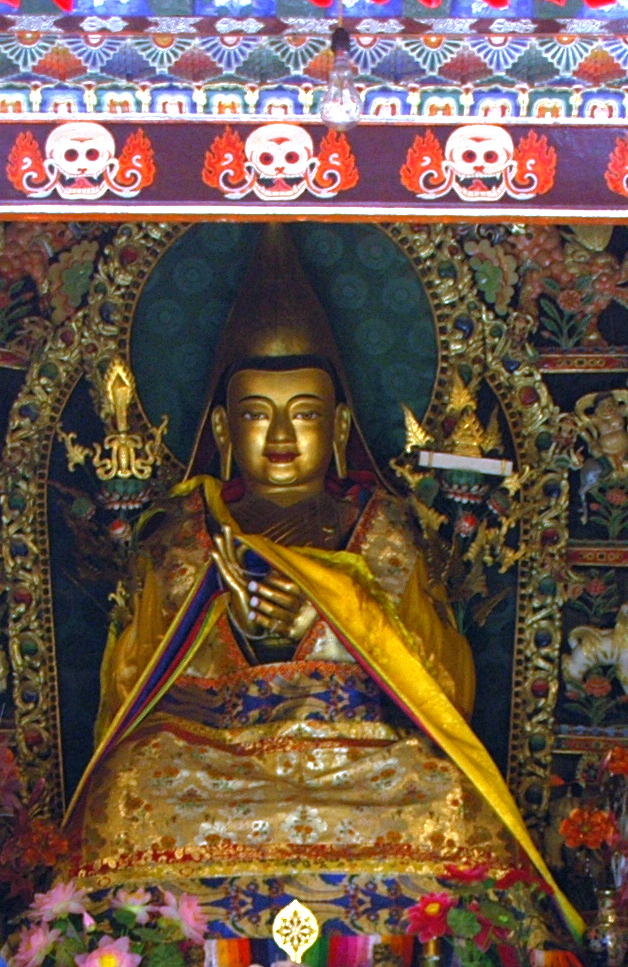
تمثال جي تسونغكهابا؛ مؤسس مذهب غيلوغ الديني، وذلك في معبد موجود في دير كومبوم Kumbum Monastery الواقع في منطقة أمدو Amdo التاريخية في التبت في الصين.

غيلوغ (Gelug؛ أبجدية تبتية: དགེ་ལུགས་པ) هي أحدث مدرسة أو مذهب في البوذية التبتية؛ والذي وضع قواعده الفيلسوف جي تسونغكهابا (1357–1419) المشتهر بآرائه الدينية في منطقة التبت.
كان أول دير غيلوغ وضع باسم دير غاندن Ganden Monastery، وفيه يمكث القائد الروحي لهذا المذهب المعروف باسم غاندن تريبا Ganden Tripa، وذلك بمرتبة تقع بعد الدالاي لاما.
برز هذا المذهب في منطقة التبت منذ أواخر القرن السادس عشر، عندما تحالف أتباع مذهب غيلوغ مع المغول، وبرزوا كقوة دينية مذهبية في المنطقة.
سمّي مذهب تسونغكهابا في البداية باسم "Ganden Choluk"، والذي يعني: «سلالة غاندن الروحية». اختصر الاسم فيما بعد بأخذ المقطع الأول من غاندن والثاني من تشولوك ليصبح «غالوك» "Galuk"، ومن ثم تحوّر إلى الاسم الأسهل لفظاً «غيلوغ».

## اقرأ أيضاً
- دزوغشن
- بوذية تبتية